# Okinoshima (Shimane)
Okinoshima (隠岐の島町 Okinoshima-chō?) es un pueblo localizado en la prefectura de Shimane, Japón. En junio de 2019 tenía una población estimada de 13.923 habitantes y una densidad de población de 57,3 personas por km². Su área total es de 242,82 km².

## Demografía
Según los datos del censo japonés, esta es la población de Okinoshima en los últimos años.
| Año del censo | Población |
| ------------- | --------- |
| 1995          | 18.367    |
| 2000          | 18.045    |
| 2005          | 16.904    |
| 2010          | 15.521    |
| 2015          | 14.608    |